# Hispa atra
Hispa atra är en skalbaggsart som beskrevs av Carl von Linné 1767. Hispa atra ingår i släktet Hispa, och familjen bladbaggar. Arten är reproducerande i Sverige.

## Bildgalleri

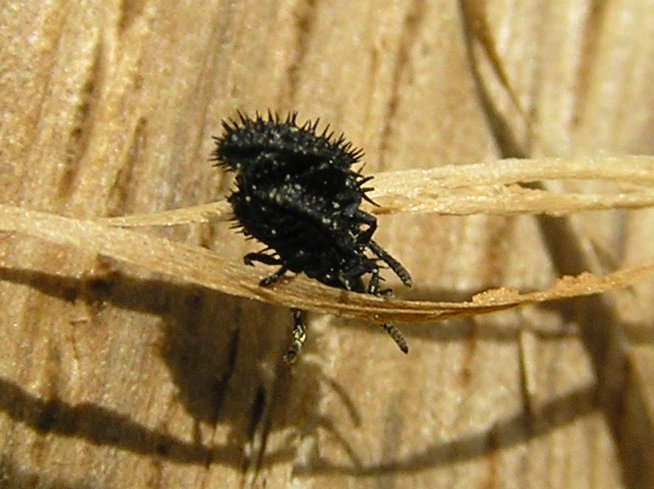
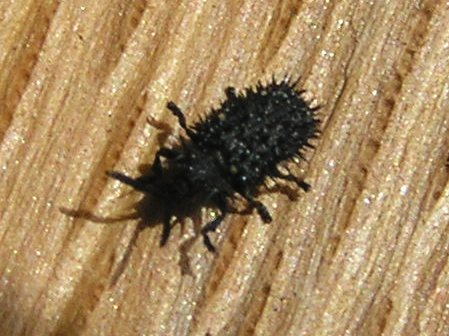
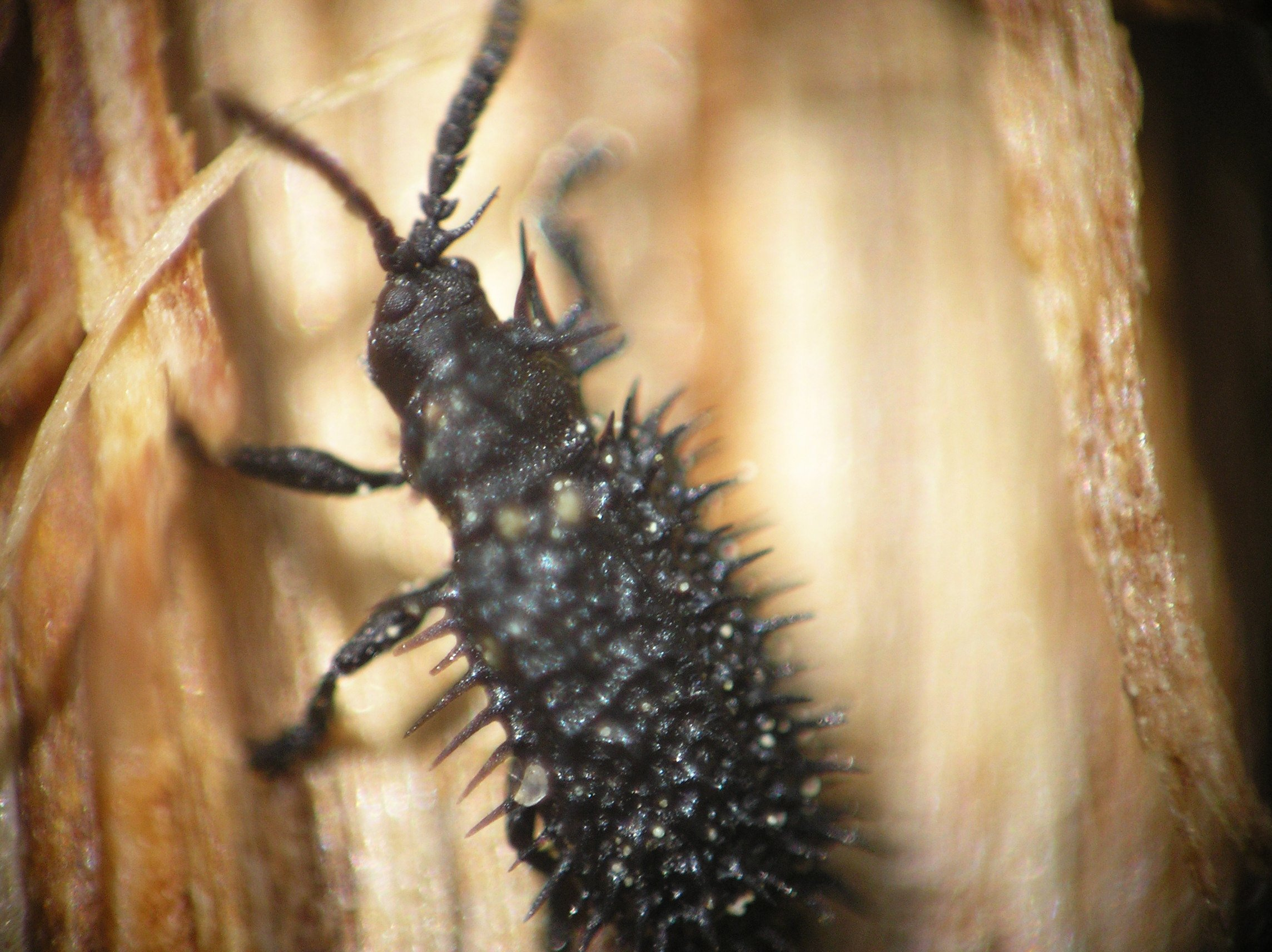
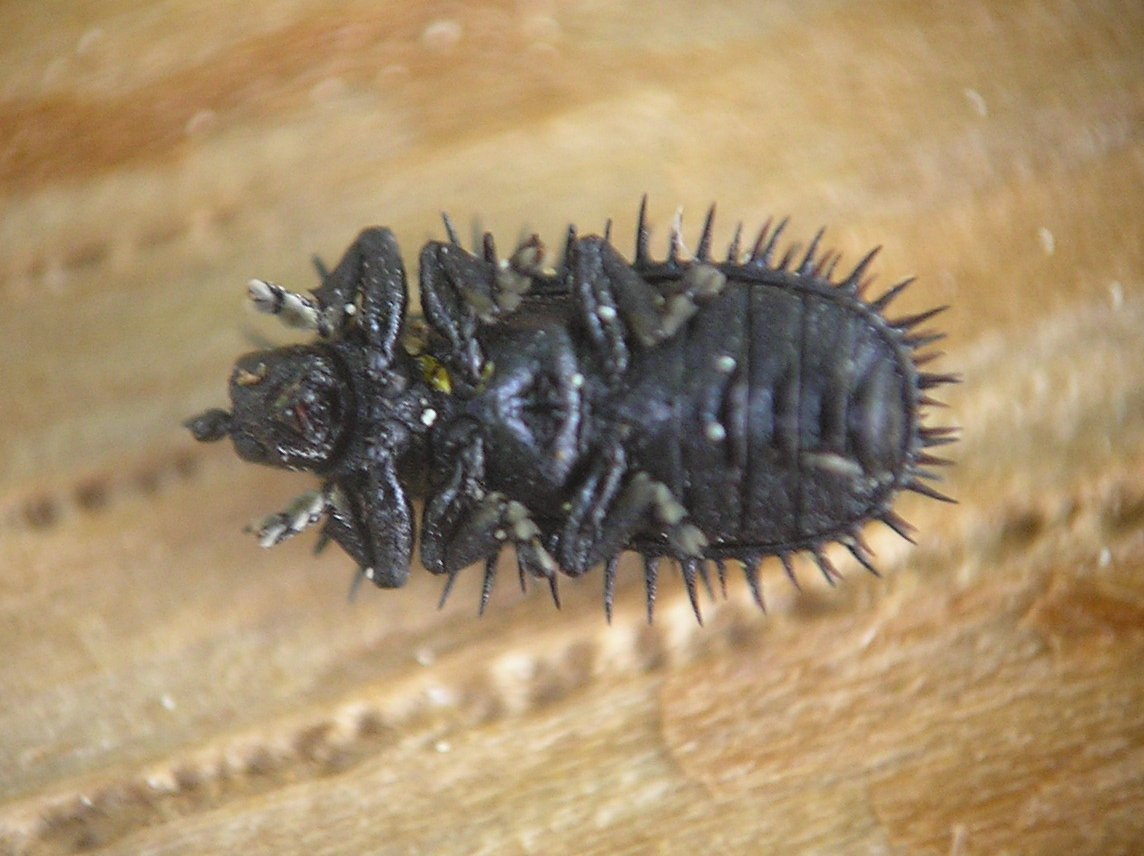
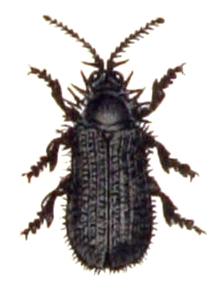